# Кернер
Кернер (на немски: Kerner) е бял винен сорт грозде, селектиран от Август Херолд в Вейнсберг, Германия през 1929 г. чрез кръстосване на сортовете Тролингер и Ризлинг. Основно се отглежда в германските райони Рейнхесен, Пфалц, Вюртемберг и Мозел-Саар-Рувер. Освен в Германия (8000 ха) е разпространен и в Австрия, Италия и Швейцария.
Сортът е познат и с наименованията: Херолд Триумф, Херолд вайс, Скиава гроса, We S 2530.
Средно зреещ сорт с голяма родовитост. Гроздето узрява в началото на октомври. Устойчив на ниски температури, неустойчив на оидиум.
Гроздът е среден или голям, рехав. Зърната са закръглени, жълто-зелени, сочни, с лек мискетов привкус.
Гроздето е с високо захарно съдържание. От него се приготвят висококачествени бели вина със сламеножълт цвят, със свеж, пикантен вкус и специфичен аромат. Кернер е единият от сортовете, които се купажират за направата на известното вино Лиебфраумилх (Liebfraumilch).